# William Frischkorn
William Frishkorn (Charlottesville, 10 de junio de 1981) es un ciclista estadounidense. Debutó como profesional en 2000 con el equipo Mercury, para luego fichar con el equipo Garmin-Slipstream hasta 2009, año en el que terminaría su carrera.

## Biografía
William Frischkorn se convirtió en profesional en 2000 con 18 años. En el Gran Premio de Plouay, se convirtió en el ciclista más joven en participar en una Copa del Mundo. Tras la desaparición del equipo Mercury en 2001, regresó a los Estados Unidos, donde estuvo con varios equipos. En 2005 se incorporó al equipo TIAA-CREF formado por jóvenes ciclistas estadounidenses.
Destacó en el Tour de Francia 2008, donde lanzó varios ataques y estuvo a punto de lograr la victoria en Nantes, donde terminó segundo por detrás de Samuel Dumoulin y por delante de Romain Feillu.

## Palmarés

### Pista
2006
- Campeonato de Estados Unidos Persecución por Equipos

### Carretera
2003
- Tour de Delta, más 1 etapa

2004
- Koppenberg USA
- Colorado Cyclist Classic, más 2 etapas

2005
- 1 etapa del Tour de Martinica

2007
- 1 etapa de la Vuelta a las Bahamas
- Univest Grand Prix

## Resultados en Grandes Vueltas
| Carrera | Carrera         | 2000 | 2001 | 2002 | 2003 | 2004 | 2005 | 2006 | 2007 | 2008  | 2009 |
| ------- | --------------- | ---- | ---- | ---- | ---- | ---- | ---- | ---- | ---- | ----- | ---- |
|         | Giro de Italia  | —    | —    | —    | —    | —    | —    | —    | —    | —     | —    |
|         | Tour de Francia | —    | —    | —    | —    | —    | —    | —    | —    | 130.º | —    |
|         | Vuelta a España | —    | —    | —    | —    | —    | —    | —    | —    | —     | —    |

―: no participa
Ab.: abandono